# Ricotia davisiana
Ricotia davisiana är en korsblommig växtart som beskrevs av Brian Laurence Burtt. Ricotia davisiana ingår i släktet Ricotia och familjen korsblommiga växter. Inga underarter finns listade i Catalogue of Life.